# آیانو یاماموتو
آیانو یاماموتو (انگلیسی: Ayano Yamamoto; ۱۲ آوریل ۱۹۸۶ – ) بازیگر، صداپیشه، و شخصیت‌های تلویزیونی در ژاپن اهل ژاپن بود. وی از سال ۲۰۰۲ میلادی تاکنون مشغول فعالیت بوده‌است.
از فیلم‌ها یا برنامه‌های تلویزیونی که وی در آن نقش داشته‌است می‌توان به گرن توریسمو اشاره کرد.